# Jan-Kochanowski-Universität Kielce
Die Jan-Kochanowski-Universität (polnisch: Uniwersytet Jana Kochanowskiego w Kielcach) ist eine staatliche Universität in Kielce in der Woiwodschaft Heiligkreuz im Südosten Polens. Die Universität Kielce wurde 2011 gegründet. Ursprünglich wurde sie 1969 als Höhere Lehrerschule ins Leben gerufen. In den folgenden Jahren durchlief die Institution zahlreiche Umwandlungen und erhielt 2008 den Status einer Adjektivuniversität und 2011 den Status einer klassischen Universität. Seit 1979 trägt die Universität den Namen des polnischen Renaissance-Dichters Jan Kochanowski. 

## Organisation

### Fakultäten
- Geisteswissenschaftliche Fakultät
  - Institut für Literatur- und Sprachwissenschaft
  - Institut für Geschichte
  - Lehrstuhl für Journalismus und soziale Kommunikation
- Collegium Medicum
  - Institut für Medizinische Wissenschaften
  - Institut für Gesundheitswissenschaften
- Fakultät für Natur- und Technikwissenschaften
  - Institut für Biologie
  - Institut für Chemie
  - Institut für Physik
  - Institut für Geographie und Umweltwissenschaften
  - Fachbereich Mathematik
- Fakultät für Erziehungswissenschaften und Psychologie
  - Institut für Erziehungswissenschaften
  - Fachbereich Psychologie
- Fakultät für Kunst
  - Institut für Visuelle Kunst
  - Fachbereich Musik
- Fakultät für Rechtswissenschaften und Sozialwissenschaften
  - Institut für Internationale Beziehungen und Public Policy
  - Institut für Rechtswissenschaften
  - Fachbereich Wirtschaftswissenschaften und Finanzen
  - Fachbereich Management
  - Fachbereich Sicherheitswissenschaften

### Fachübergreifende Einrichtungen
- Studium für Fremdsprachen
- Universitäres Zentrum für Sport

### Universitätsübergreifende Einrichtungen
- Universitätsbibliothek Kielce
- Verlag der Jan-Kochanowski-Universität Kielce
- Archiv der Jan-Kochanowski-Universität Kielce
- Akademisches Career Center
- Zentrum für Unterstützung von Menschen mit Behinderungen
- Zentrum für Wissenschaft und Studentenkultur

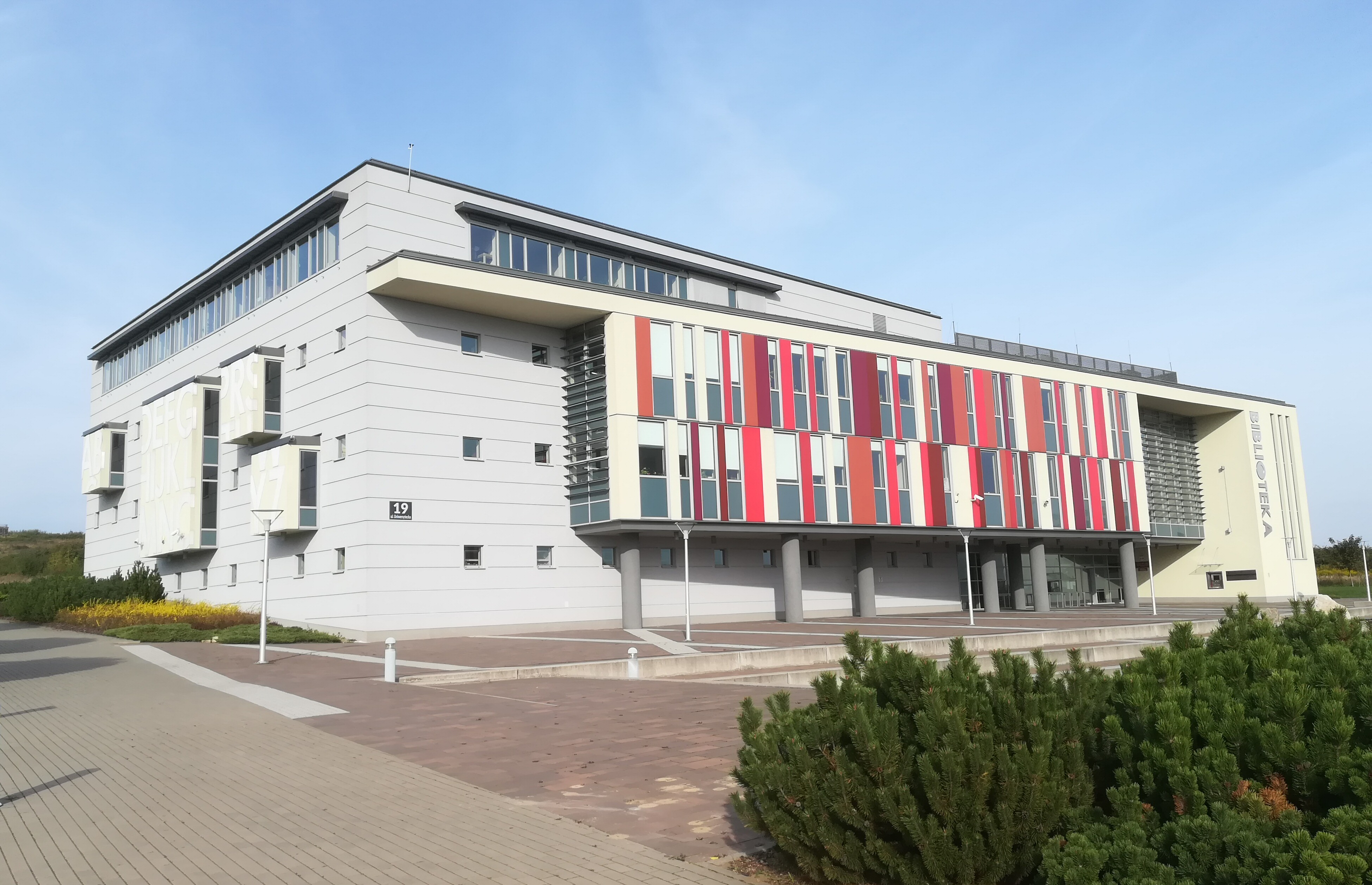
Universitätsbibliothek Kielce